# Протигаз

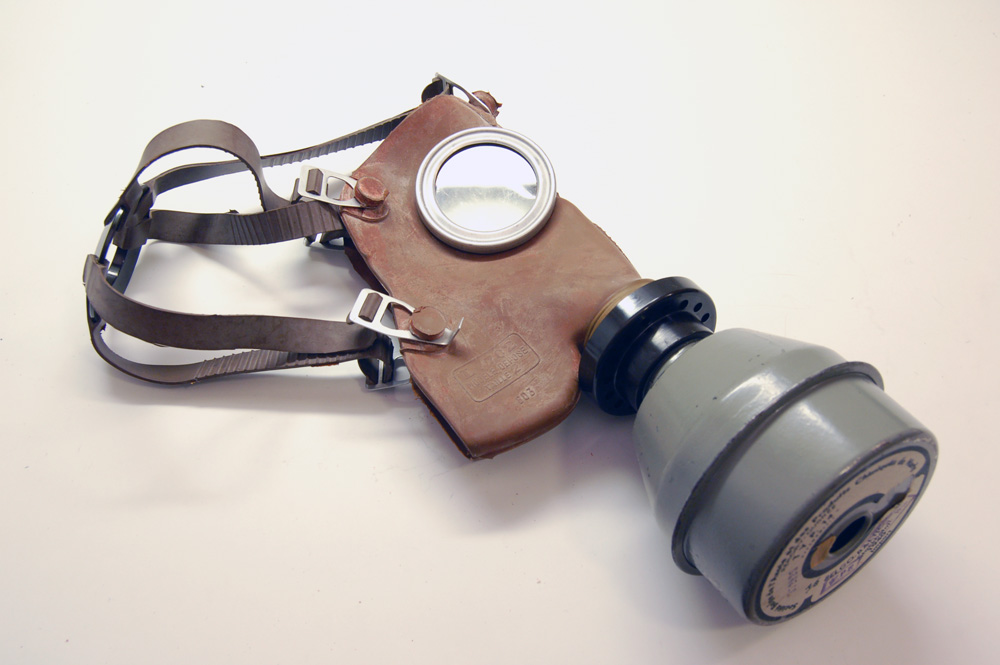
Цивільний протигаз L.702 виробництва Бельгії 1930-х рр

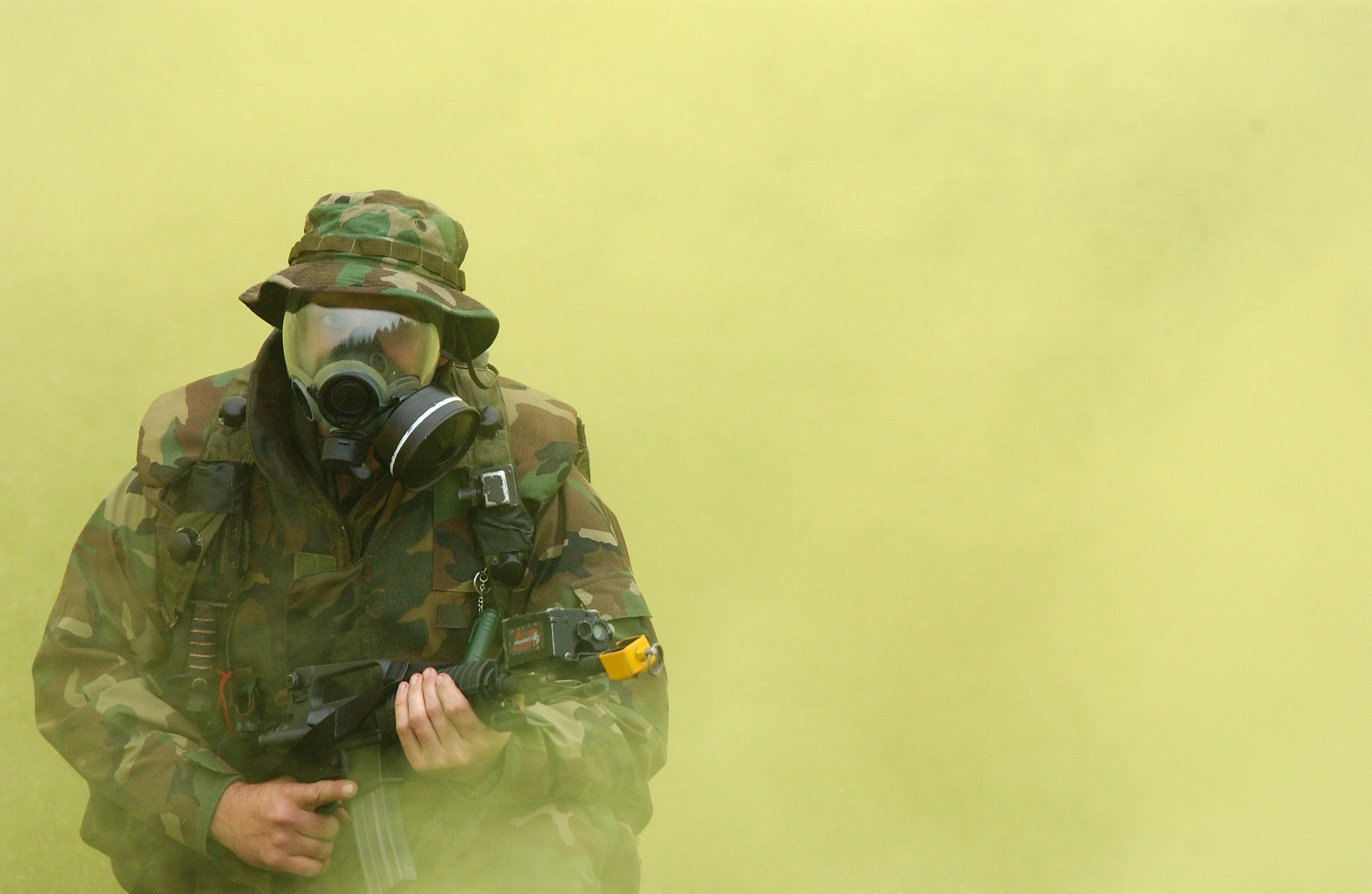
Військовослужбовець ВМФ США у протигазі MCU-2/P

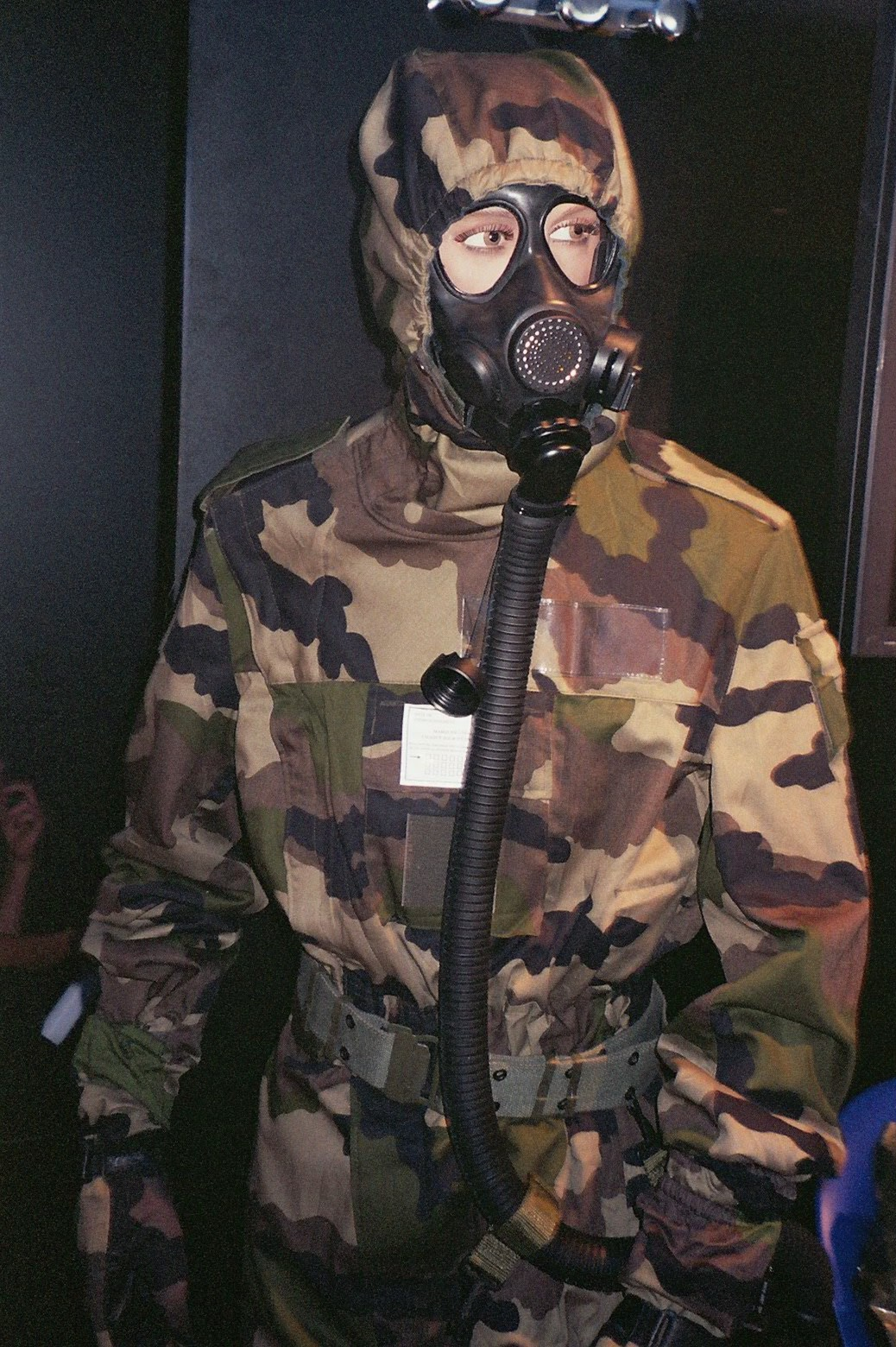
Французький військовий протигаз

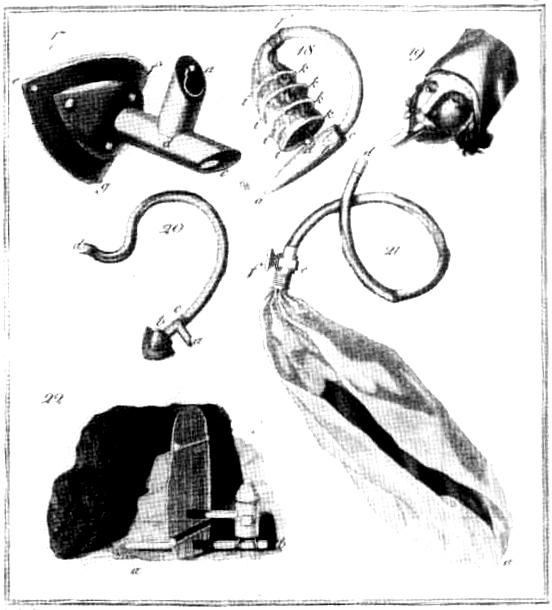
Шахтарський респіратор розробки Александра фон Гумбольдта 1799 р

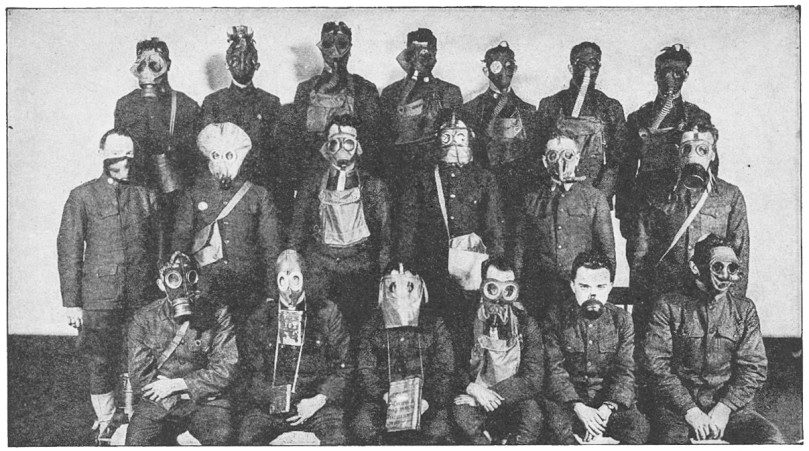
Різні протигази що використовувались на західному фронті під час Першої світової війни

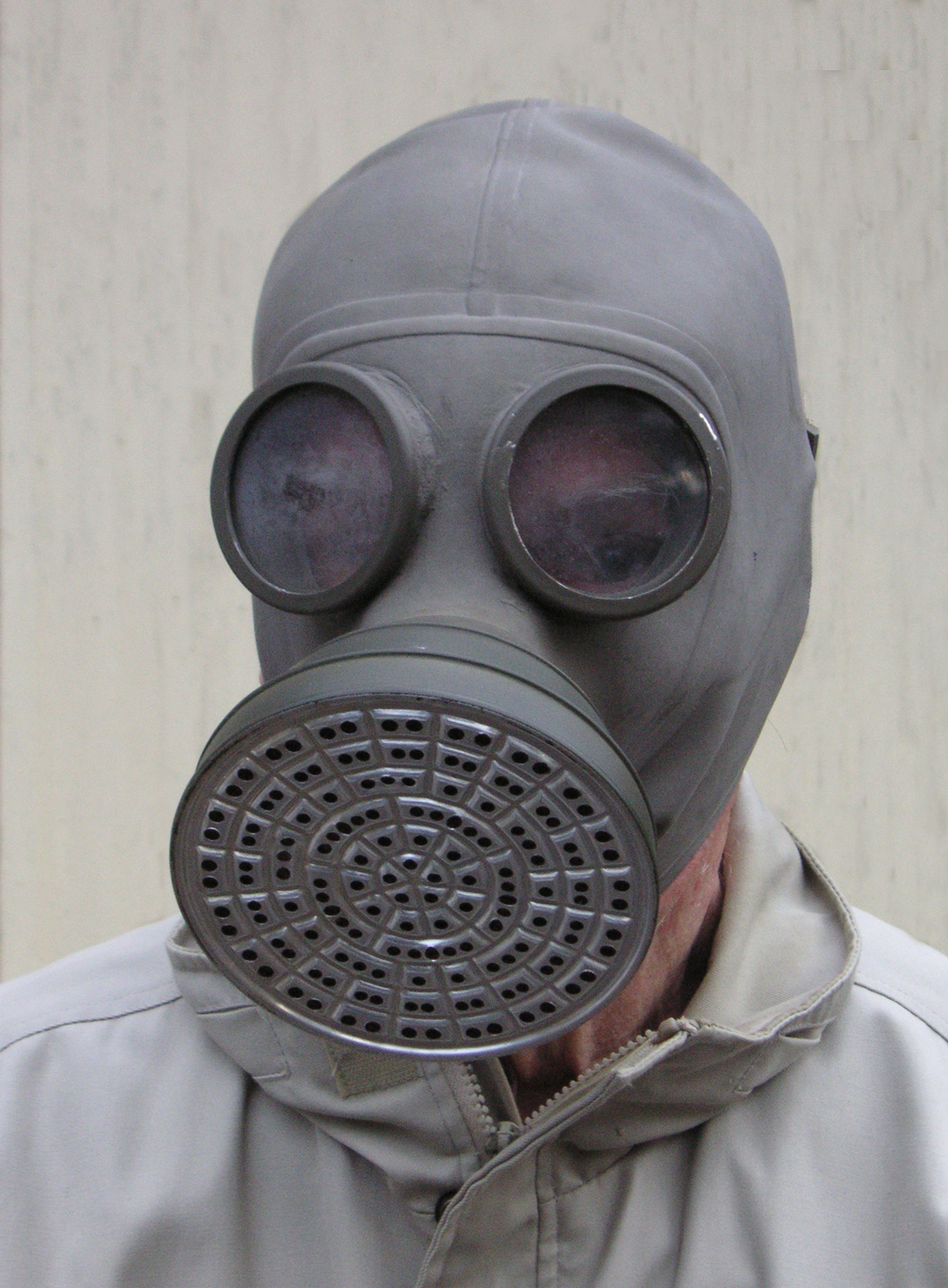
Фінські цивільні протигази зразка 1939 року. Ці протигази видавалися населенню під час Другої світової війни

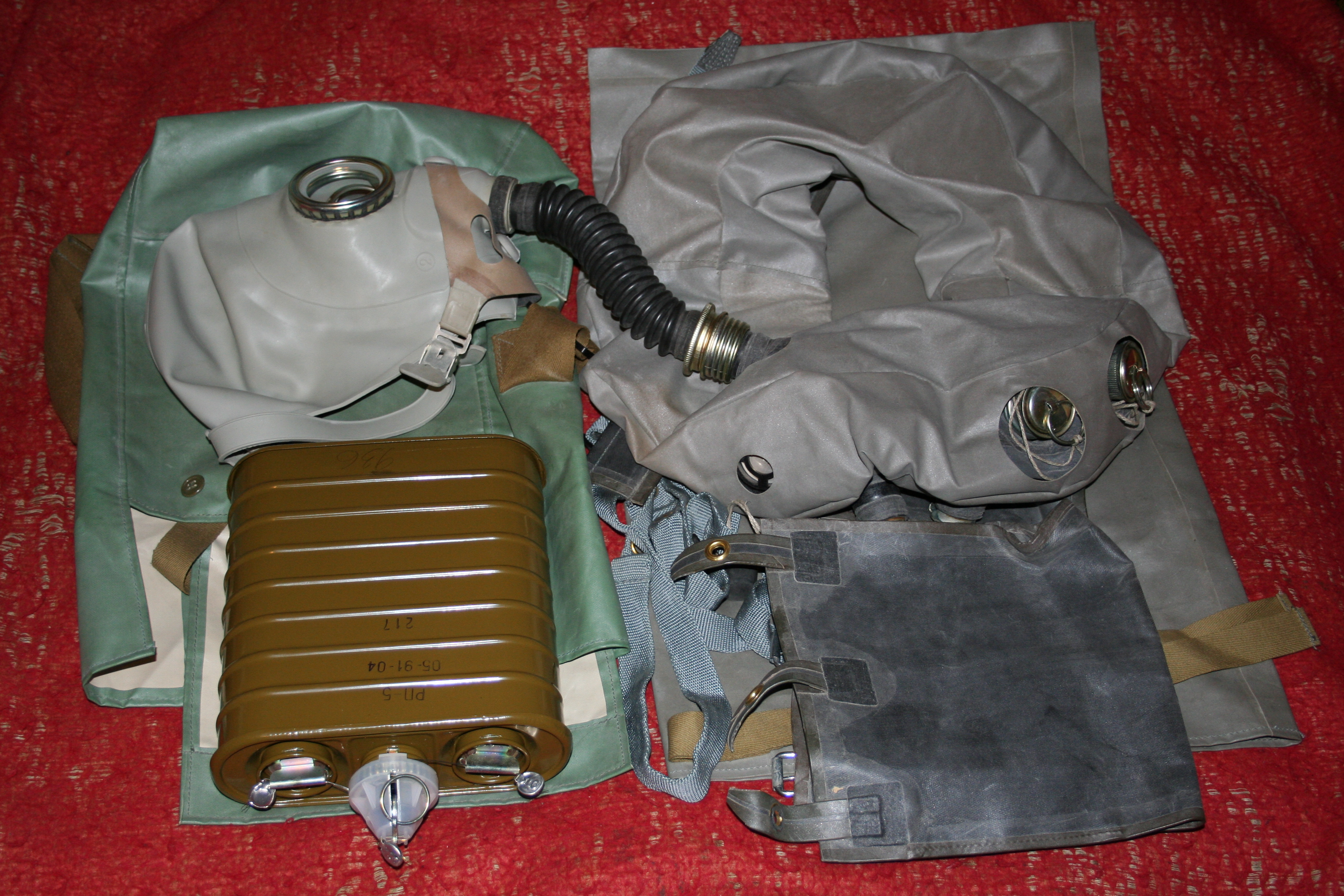
Радянський ізолювальний протигаз ІП-5

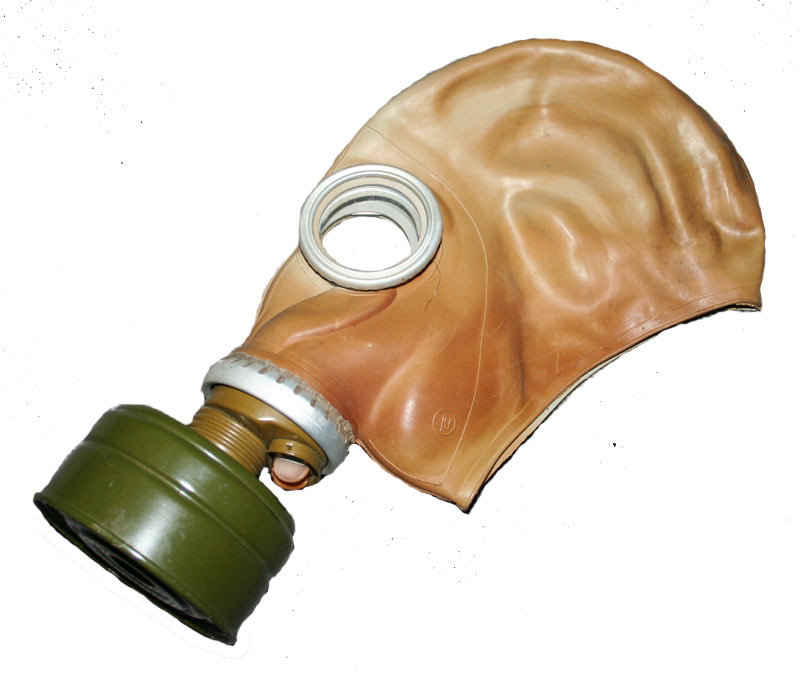
Протигаз ЦП-5, стояв на озброєнні НДР

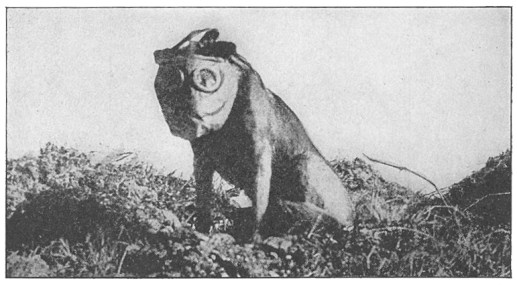
Тварини на війні. Собака з протигазом (перша світова)

Протига́з (рос. противогаз, англ. gas mask, respirator, нім. Gasschutzmaske f, Gasmaske f, Schutzmaske f, Gasschutzgerät n) — пристрій для захисту органів дихання, очей і обличчя людини від отруйних і радіоактивних речовин, бактерій, що є в повітрі у вигляді пари, газів або аерозолів. На нафтогазодобувних, вугільних і гірничорудних підприємствах застосовують фільтрувальні та ізолювальні протигази. Винайшов протигаз видатний український учений Микола Зелінський.

## Будова протигаза
- Гумова шолом-маска
- Фільтрувальна коробка
- Очковий вузол
- Обтічники
- Клапанна коробка
- Сполучна трубка
- Деякі протигази містять мембрану переговорного обладнання
- Деякі протигази оснащені обладнаннями для питва (через гумову трубку)
- Деякі протигази оснащені обладнанням, що дозволяють протирати скло з боку обличчя

## Використання протигаза
Протигаз застосовується як самостійний засіб індивідуального захисту, так і в комплекті з іншими засобами (наприклад Л-1, ЗЗК, і (ЗКЗК)
Протигаз носиться в наступних положеннях:

- Положення № 1 — Похідне: Протигаз розташовується в сумці на лівому боці і на рівні пояса. Всі ґудзики застебнуті.
- Положення № 2 — Напоготові: Якщо є загроза зараження. За командою «Увага!» Необхідно пересунути протигазну сумку на живіт і розстебнути ґудзики.
- Положення № 3 — Бойове: По команді: «Гази!» Надіти протигаз.
Порядок надягання протигазу:

1. За командою «Гази!» Затримати подих, не вдихаючи повітря.
2. Заплющити очі.
3. Дістати протигаз з протигазної сумки, лівою рукою дістаючи протигаз, а правою тримаючи сумку знизу.
4. Висмикнути клапан з фільтра.
5. Перед надяганням протигаза розташувати великі пальці рук зовні, а інші всередині.
6. Прикласти нижню частину шолом-маски на підборіддя.
7. Різко натягнути протигаз на голову знизу вгору.
8. Видихнути.
9. Необхідно, щоби після не утворилося згорток, очковий вузол повинен бути розташований на рівні очей.
10. Перевести сумку на бік.

Зняття:
1. За командою «Відбій!» Взятись вказівними пальцями під вухами і витягати знизу вгору.
2. Заховати протигаз у протигазну сумку.
3. Застебнути ґудзики.

## Маркування та призначення фільтрів
Класи ефективності
| Клас | Опис                   | Гранична концентрація речовин (% об'ємний) |
| ---- | ---------------------- | ------------------------------------------ |
| 1    | Низької ефективності   | 0,1                                        |
| 2    | Середньої ефективності | 0,5                                        |
| 3    | Високої ефективності   | 1                                          |

Примітка 1 до класів: фільтри до спеціальних газів і типу АХ класом не позначаються, можуть маркуватися дод. умовами.
Наприклад, фільтр проти СО позначається як СО число, де число — граничний доважок в грамах, після якого фільтр міняють.
Примітка 2 до класів: Для аерозолів класи наступні:
1. великий пил,
2. пил, дим туман,
3. дрібнодисперсний туман, суспензії, дим, бактерії, віруси.

Примітка 3 до класів: Класи пишуться відразу після позначення шкідливих речовин.
Перелік та призначення різних марок фільтрувальних елементів протигазових ЗІЗОД, прийнятий в нашій країні відповідно до нового стандарту, гармонізованими зі стандартами ЄС. Вони розрізняються колірним забарвленням і маркуванням літерами.
| Марка фільт. елементу | Відмінне забарвлення | Шкідливі речовини, від яких забезпечується захист                                  |
| --------------------- | -------------------- | ---------------------------------------------------------------------------------- |
| Р                     | Біла                 | Аерозолі (пил, дим, туман), бактерії і віруси                                      |
| A                     | Коричнева            | Органічні пари і гази з температурою кипіння > 65 °С                               |
| B                     | Сіра                 | Неорганічні гази (хлор, фтор, бром, сірководень, сірковуглець, хлороціан), крім СО |
| E                     | Жовта                | Кислі гази і пари азотної кислоти                                                  |
| K                     | Зелена               | Амоніак і аміни                                                                    |
| NO                    | Синя                 | Оксиди азоту                                                                       |
| Hg                    | Червона              | Органічні сполуки ртуті, пари ртуті                                                |
| AX                    | Коричнева            | Органічні пари з температурою кипіння < 65 °С                                      |
| SX                    | Фіолетова            | Від спеціальних речовин (зарин, зоман, фосген і ін.)                               |
| Reaktor               | Помаранчева          | Йод радіоактивний, метілйодід радіоактивний і радіоактивні частинки                |
| CO                    | Фіолетова            | Чадний газ (СО) цифри позначають максимально допустиме збільшення маси фільтра     |

Примітка до позначень: Фільтри можуть мати як один тип шкідливих речовин, так і декілька, практично в будь-якій комбінації.
Приклад 1: А2В2Е1К1Р3 — захищає від органічних газів і парів з температурою кипіння понад 65 градусів, при концентрації до 0,5% об.,
Неорганічних газів, крім чадного при концентрації до 0,5% об., Кислих парів при концентрації до 0,1% об., Аміаку і амінів при концентрації до 0,1% об., А також від дрібнодисперсних аерозолів, бактерій і вірусів. Має забарвлення наступних кольорів: коричнева, сіра, жовта, зелена і біла
Приклад 2: А2В3Е2 — захищає від органічних газів і парів з температурою кипіння понад 65 градусів, при концентрації до 0,5% об.,
Неорганічних газів, крім чадного за концентрації до 1% об., Кислих парів при концентрації до 0,5% об.
Має забарвлення наступних кольорів: коричнева, сіра, жовта.
| Речовина                          | Марка фільтра | Примітки (див. у кінці таблиці) |
| --------------------------------- | ------------- | ------------------------------- |
| 1,2-дихлороетан                   | A             |                                 |
| 2-нітропропан                     | A             | 4                               |
| 2-пропанол                        | A             |                                 |
| Адипінова кислота                 | Р3            |                                 |
| Азотна кислота                    | B             |                                 |
| Акриламід                         | А + Р3        | 1, 4, 5                         |
| Акрилова кислота                  | А             |                                 |
| Акрилонітрил                      | А             | 4                               |
| Акролеїн                          | AX            | 3                               |
| Аліфатична нафта                  | А             |                                 |
| Аліламін                          | AX            | 5                               |
| Аліловий спирт                    | А             | 3                               |
| Амілацетат                        | A             |                                 |
| Амоніак                           | До            |                                 |
| Анілін                            | A             | 4, 5                            |
| Ароматична нафта                  | A             |                                 |
| Арсин                             | B             |                                 |
| Ацетальдегід                      | AX            | 4                               |
| Ацетамід                          | А + Р3        | 1, 4                            |
| Ацетилхлорид                      | B             |                                 |
| Ацетон                            | AX            |                                 |
| Бензальдегід                      | A             |                                 |
| Барій                             | Р3            |                                 |
| Бензилхлорид                      | A             | 3, 4                            |
| Бензин                            | AX            |                                 |
| Бензол                            | A             | 4                               |
| Бензотриазол                      | А + Р3        | 1                               |
| Берилій                           | Р3            | 4, 6                            |
| Бром                              | B             |                                 |
| Бутилацетат                       | A             |                                 |
| Бутиральдегід                     | A             |                                 |
| Вінілацетат                       | A             |                                 |
| Вінілтолуол                       | A             |                                 |
| Гідразин                          | A             | 3, 4, 5, 6                      |
| Гідрид сурми                      | B             |                                 |
| Гідроксид калію                   | Р3            |                                 |
| Гідроксид натрію                  | Р3            |                                 |
| Гідрохінон                        | Р3            | 4, 6                            |
| Гіпохлорит натрію                 | B + Р3        | 1                               |
| Глутуральдегід                    | A             | 6                               |
| Дифеніл                           | А + Р3        | 1                               |
| Діацетоновий спирт                | A             | 3                               |
| Дігліціділовий ефір               | A             | 3, 6                            |
| Диметилсульфат                    | A             | 3, 4, 5                         |
| Диметилформамід                   | A             | 4, 5                            |
| Діоксан                           | A             | 4, 5                            |
| Діоксид кремнію                   | Р3            | 4                               |
| Діоксид сірки                     | E             |                                 |
| Епіхлоргідрин                     | A             | 4, 5, 6                         |
| Етанол                            | A             |                                 |
| Етилакрилат                       | A             | 4, 5, 6                         |
| Етилацетат                        | A             |                                 |
| Етілбромід                        | АХ            | 3                               |
| Етиленгліколь                     | A             |                                 |
| Етилендіамін                      | До            | 3, 6                            |
| Етилендіамін-тетраацетат          | Р3            |                                 |
| Етиловий ефір                     | АХ            |                                 |
| Етилхлорид                        | АХ            | 4                               |
| Діоксид хлору                     | B             | 4                               |
| Дисульфід вуглецю                 | АХ            | 5                               |
| Ізопропіловий спирт               | A             |                                 |
| Ізофорон                          | A             |                                 |
| Йод                               | В + Р3        | 3                               |
| Кадмій                            | Р3            | 4                               |
| Карбонат натрію                   | Р3            |                                 |
| Кобальт (пил і дим)               | Р3            | 6                               |
| Фарба для необростаючих покриттів | А + Р3        | 1                               |
| Крезол                            | A + Р3        | 1                               |
| Кремнефтористоводнева кислота     | B + Р3        | 1                               |
| Ксилол                            | A             | 5                               |
| Кумол                             | A             | 5                               |
| Малеїновий ангідрид               | А + Р3        | 1, 6                            |
| Марганець                         | Р3            |                                 |
| Мідь                              | Р3            |                                 |
| Метилакрилат                      | А             | 5, 6                            |
| Метиламін                         | K             |                                 |
| Метилбромід                       | АХ            | 3, 5                            |
| Метилен дифеніл ізоціанат         | В + Р3        | 1,6                             |
| Метилізобутилкетон                | A             | 3, 5                            |
| Метилйодид                        | АХ            | 4, 5                            |
| Метилметакрилат                   | A             | 5, 6                            |
| Метиловий спирт                   | АХ            | 5                               |
| Метилхлорид                       | АХ            | 4                               |
| Метилхлороформ                    | А             |                                 |
| Метилетилкетон                    | A             | 5                               |
| Монометиламін                     | K             |                                 |
| Монометиловий ефір гліколя        | A             | 5                               |
| Морфолин                          | A             | 5                               |
| Мурашина кислота                  | В             |                                 |
| Миш'як (не арсин)                 | Р3            |                                 |
| Нікель металевий                  | Р3            | 4, 6                            |
| Нітрат срібла                     | Р3            |                                 |
| Нітробензол                       | A             | 5                               |
| Нітрогліколь                      | A             | 5                               |
| Нітрогліцерин                     | A             | 5                               |
| Оксид алюмінію                    | Р3            |                                 |
| Оксид ванадію (пил)               | Р3            |                                 |
| Оксид заліза (дим)                | Р3            |                                 |
| Оксид кальцію                     | Р3            |                                 |
| Оксид цинку (дим)                 | Р3            |                                 |
| Оксид етилену                     | АХ            | 4, 5                            |
| Октан                             | A             | 1                               |
| Органічні пероксиди               | А + Р3        |                                 |
| Пентахлорфенол                    | Р3            | 4, 5                            |
| Перборат натрію                   | Р3            |                                 |
| Перманганат калію                 | Р3            |                                 |
| Перхлоретілен                     | A             | 4, 5                            |
| Піперазин                         | K + Р3        | 1, 6                            |
| Піперидин                         | K             |                                 |
| Піридин                           | A             |                                 |
| Плавикова кислота                 | В + Р3        | 1                               |
| Поліхлорований дифеніл            | А + Р3        | 1, 4, 5                         |
| Пропіонова кислота                | B             |                                 |
| Інертний пил                      | Р3            |                                 |
| Ртуть (пара)                      | Hg-Р3         | 2, 5, 6                         |
| Р-фенілендіамін                   | Р3            | 3, 6                            |
| Свинець (пил і дим)               | Р3            |                                 |
| Селен                             | Р3            |                                 |
| Селенід водню                     | B             | 3                               |
| Сірчана кислота (туман)           | E + Р3        | 1                               |
| Сірководень                       | B             |                                 |
| Силікат натрію                    | Р3            | 3                               |
| Синільна кислота                  | В             | 3, 5                            |
| Соляна кислота                    | В             |                                 |
| Стирол                            | A             | 5                               |
| Сульфамінова кислота              | B + Р3        | 1                               |
| Сульфід селену                    | Р3            | 4                               |
| Сурма                             | Р3            |                                 |
| Терпентінове масло                | A             | 5, 6                            |
| Тетрагідрофуран                   | A             |                                 |
| Тетраметілсвинець                 | A + Р3        | 1, 5                            |
| Тетрахлоретилен                   | A             | 5, 6                            |
| Тетраетилсвинець                  | A + Р3        | 1,5                             |
| Толуол                            | A             | 5                               |
| Трибутилфосфат                    | A             |                                 |
| Тридимит (діоксид кремнію)        | Р3            |                                 |
| Триметилбензол                    | A             |                                 |
| Тринатрійфосфат                   | Р3            |                                 |
| Трихлороетан                      | A             |                                 |
| Трихлороетилен                    | A             | 4                               |
| Уайт-спірит                       | A             |                                 |
| Оцтова кислота                    | B             |                                 |
| Оцтовий ангідрид                  | B             |                                 |
| Фенол                             | А + Р3        | 1, 5                            |
| Формальдегід                      | В             | 4, 5, 6                         |
| Фосген                            | B             |                                 |
| Фосфін                            | B             |                                 |
| Фосфорна кислота (туман)          | B + Р3        | 1                               |
| Фталевий ангідрид                 | P3            | 6                               |
| Фтор                              | B             |                                 |
| Фторид натрію                     | Р3            |                                 |
| Фурфурол                          | A             |                                 |
| Бавовняний пил                    | Р3            |                                 |
| Хлор                              | B             |                                 |
| Хлорат                            | P3            |                                 |
| Хлорид алюмінію                   | В + Р3        | 1                               |
| Хлорид бензоїлу                   | A             |                                 |
| Хлорид заліза                     | Е + Р3        | 1                               |
| Хлорид метилену                   | АХ            | 4                               |
| Хлорид цинку (дим)                | Р3            |                                 |
| Хлористий аліл                    | AX            | 5                               |
| Хлористий вініл                   | AX            | 4, 5                            |
| Хлористий вініліден               | AX            |                                 |
| Хлорна кислота                    | AB            |                                 |
| Хлоропрен                         | АХ            | 4                               |
| Хромова кислота                   | Р3            | 4, 6                            |
| Ціанід (у формі CN)               | В + Р3        | 1, 3                            |
| Циклогексан                       | A             |                                 |
| Циклогексанол                     | A             | 1                               |
| Чотирихлористий вуглець           | A             | 4                               |
| Щавлева кислота                   | Р3            |                                 |

Примітка:
1. Необхідно використовувати комбіновані фільтри
2. Максимальний час використання комбінованих фільтрів для захисту від парів ртуті 50 годин
3. Слід застосовувати повнолицьові маски
4. Онкогенні
5. Вбирається в шкіру
6. Вважається сенсибілізатором (речовина, що вводиться в фітошар).

Форми частинок:
- Радіоактивні частинки з'являються в результаті радіації
- Пил складається з органічних і неорганічних твердих речовин, що знаходяться в повітрі (мінерали, метали, вугілля, дерево, волокно та ін)
- Дим складається з дрібних частинок вугілля, сажі та інших згорілих матеріалів, в яких міститися крапельки рідини і тверді частинки

- Туман складається з дрібних крапель рідини, розсіяних в повітрі
- Мікроорганізми: бактерії, віруси

Старе радянське маркування фільтрів ще іноді застосовується (для довідки)
- Марка «A» — від органічних парів (бензину, гасу, бензолу, спиртів і ін.)
- Марка «В» — від кислих газів (сірчистого газу, сірководню, хлористого водню та ін.)
- Марка «КД» — від сірководню і амоніаку.
- Марка «Г» — від парів ртуті.